# Kilojoule
| Grotere en kleinere eenheden | Grotere en kleinere eenheden | Grotere en kleinere eenheden |
| factor                       | naam                         | symbool                      |
| ---------------------------- | ---------------------------- | ---------------------------- |
| 10−12                        | picojoule                    | pJ                           |
| 10−9                         | nanojoule                    | nJ                           |
| 10−6                         | microjoule                   | μJ                           |
| 10−3                         | millijoule                   | mJ                           |
| 1                            | joule                        | J                            |
| 103                          | kilojoule                    | kJ                           |
| 106                          | megajoule                    | MJ                           |
| 109                          | gigajoule                    | GJ                           |
| 1012                         | terajoule                    | TJ                           |
| 1015                         | petajoule                    | PJ                           |
| 1018                         | exajoule                     | EJ                           |
| 1021                         | zettajoule                   | ZJ                           |

De kilojoule is een van het SI afgeleide eenheid. De eenheid heeft het symbool kJ. Een kilojoule is gelijk aan 103 J, ofwel 1000 joule.
De energie van levensmiddelen (voedingswaarde) wordt uitgedrukt in kilojoule of, als erfenis uit het verleden, in calorieën (1 joule=0,238 845 9 calorie; 1 calorie=4,1868 joule).
Een volwassen persoon heeft per dag ongeveer 8 000-12 000 kilojoule aan energie uit voeding nodig. Opname van 20 000 kilojoule die het lichaam niet kan gebruiken resulteert in een gewichtstoename van ongeveer 1 kilogram.